# Мадмон, Илай
Илай Мадмон (ивр. איליי מדמון‎; род. 23 февраля 2003, Эйн-ха-Бсор, Израиль) — израильский футболист, полузащитник клуба «Хапоэль» Беэр-Шева.

## Биография
Родился в семье Моше Мадмона. Его отец происходил из сельскохозяйственной семьи, в основном выращивающей томаты. Имеет мизрахимские (йеменские) и сефардские корни.

### Клубная карьера
Воспитанник клуба «Хапоэль» Беэр-Шева. В его составе дебютировал в чемпионате Израиля в концовке сезона 2019/20, сыграв 3 полных матча. Осенью 2020 года сыграл в трёх матчах группового этапа Лиги Европы УЕФА.
Сезон 2021/22 отыграл в аренде в клубе Лиги Леумит «Бней Иегуда». Сезон 2022/23 начинал в составе «Хапоэля», в том числе принял участие в победном матче за Суперкубок Израиля 2022, но в сентябре был отдан в аренду в иерусалимский «Бейтар». Вместе с «Бейтаром» завоевал Кубок Израиля, но из-за вызова в сборную, участия в финальном матче не принимал.

### Карьера в сборной
Был капитаном сборной Израиля до 19 лет на юношеском чемпионате Европы 2022, на котором Израиль впервые выиграл серебряные медали, уступив в финале сборной Англии.  Попал в символическую сборную по итогам турнира. В 2023 году принял участие в молодёжном чемпионате мира в Аргентине, где также был капитаном сборной.

## Достижения
«Хапоэль» Беэр-Шева
- Обладатель Суперкубка Израиля: 2022

«Бейтар» Иерусалим
- Обладатель Кубка Израиля: 2022/23

 Сборная Израиля
- Финалист чемпионата Европы (до 19 лет): 2022